# Jakkapong Suabsamut
Jakkapong Suabsamut (thailändisch จักรพงษ์ สืบสมุทร, * 27. August 1998) ist ein thailändischer Fußballspieler.

## Karriere
Jakkapong Suabsamut erlernte das Fußballspielen in den Jugendmannschaften vom Super Power Samut Prakan FC und Buriram United. Seinen ersten Profivertrag unterschrieb er 2018 bei Buriram United. Der Verein aus Buriram, einer Stadt in der Provinz Buriram, spielte in der höchsten thailändischen Liga, der Thai League. Die Saison 2018 wurde er an den Krabi FC ausgeliehen. Der Verein aus Krabi spielte in der zweiten Liga, der Thai League 2. Am Ende der Saison musste der Verein in die dritte Liga absteigen. Der Zweitligist Ubon UMT United aus Ubon Ratchathani lieh ihn die Saison 2019 aus. Auch mit Ubon musste er absteigen. Nach Vertragsende in Buriram unterschrieb er Anfang 2020 einen Vertrag beim Bangkok FC. Der Bangkoker Verein spielte in der dritten Liga, der Thai League 3, in der Upper Region. Von 2021 bis 2022 wurde er an den Drittligisten Samut Prakan FC ausgeliehen. Zu Beginn der Saison 2022/23 unterschrieb er einen Vertrag beim Drittligisten Pathumthani University FC. Mit dem Verein, der in Ayutthaya beheimatet ist, spielte er zehnmal in der Western Region der Liga.